# Avatar: The Last Airbender - Katara and the Pirate's Silver
Avatar: The Last Airbender - Katara and the Pirate's Silver é uma história em quadrinhos norte-americana publicada pela editora Dark Horse em 2020. Foi escrita por Faith Erin Hicks com a arte de Peter Wartman e Adele Matera É baseada na série animada Avatar: The Last Airbender.

## Sinopse
Quando o Time Avatar é subitamente emboscado pela Nação do Fogo, Katara é separada do grupo. Incapaz de se reencontrar com Aang, Toph e Sokka, Katara deve evitar ser capturada ao se aliar com alguns aliados improváveis! A normalmente dócil e sensível Katara deverá explorar seu lado mais durão se quiser se reencontrar com o resto do Time Avatar...

## Produção
O site Comic Beat revelou que a Dark Horse iria continuar a série de quadrinhos baseada em Avatar: The Last Airbender. A nova adição seria escrita por Faith Erin Hicks, ilustrada por Peter Wartman e colorida por Adele Matera, além de contar com a colaboração de Tim Hendrick, escritor da série original. A história seria a primeira graphic novel em edição única, ao invés das tradicionais três edições dos projetos anteriores.  Segundo o site The Hollywood Reporter, a trama se passaria durante a segunda temporada da animação original. Também foi revelado uma pequena prévia do quadrinho.

## Publicação
A novel chegou as bancas em 14 de outubro de 2020, contando com 80 páginas.

## Recepção
Mark Tweedale e Paul Lai publicaram uma crítica para o site Multiversity Comics, em 2 de novembro de 2020. Classificaram a obra como "...um quadrinho que é diferente de qualquer quadrinho de 'Avatar' que veio antes dele, e ainda assim algo que captura uma chama específica da série". Em seu veredito, deram a nota 9, alegando que "a já grandiosa franquia faz uma aposta de pirata em um novo formato e ritmo, e ganha o ouro".